# جون ووكر (رسام)
جون ووكر (بالإنجليزية: John Walker)‏ هو رسام وفنان بريطاني، ولد في 12 نوفمبر 1939 في برمنغهام في المملكة المتحدة.